# Schlagsdorf (Guben)

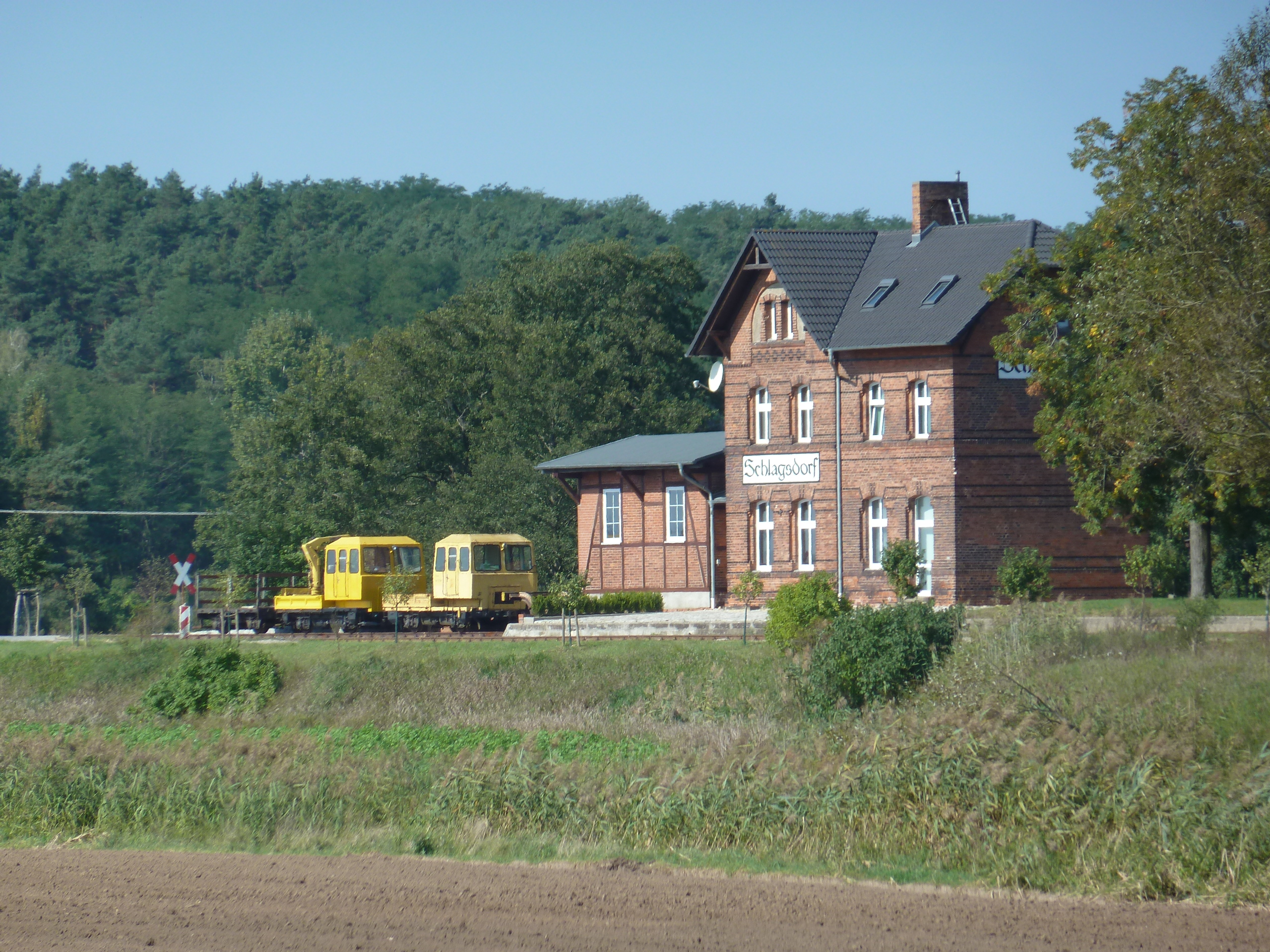
Bahnhof Schlagsdorf

Schlagsdorf (niedersorbisch Sławkojce) ist ein Ortsteil der Stadt Guben im Landkreis Spree-Neiße in Brandenburg.

## Lage
Schlagsdorf liegt in der Niederlausitz etwa drei Kilometer südlich von Guben entfernt und unmittelbar an der Grenze zu Polen. Umliegende Ortschaften sind Kaltenborn im Norden, die bereits in Polen liegenden Dörfer Gubinek im Nordosten, Sękowice im Osten sowie die zur Gemeinde Schenkendöbern gehörenden Dörfer Klein Gastrose im Süden, Groß Gastrose im Südwesten, Kerkwitz im Westen und Atterwasch im Nordwesten.
Die Bundesstraße 112 nach Frankfurt (Oder) verläuft im westlichen Teil des Ortes. Südlich von Schlagsdorf beginnt die Bundesstraße 97, die von der polnischen Grenze nach Cottbus führt. Östlich von Schlagsdorf fließt die Lausitzer Neiße entlang der Grenze zu Polen.

## Geschichte
Schlagsdorf wurde am 11. November 1456 unter dem Namen „Slagßdorf“ erstmals urkundlich erwähnt. Der Ort ist nach einem Mann mit dem slawischen Personennamen Slawek benannt.
Ab 1512 war Schlagsdorf im Besitz des Johanniterordenamtes Schenkendorf. Während des Dreißigjährigen Krieges wurde der Ort stark zerstört, zudem waren sieben Grundstücke ohne Besitzer. Diese wurden zunächst dem Johanniterorden zugeschlagen und bildeten ein Vorwerk für das benachbarte Schenkendorf. Ab spätestens 1654 wurde in der Nähe des Ortes Weinbau betrieben. 1730 brach in Schlagsdorf eine Viehseuche aus, dieser fielen im Dorf insgesamt 95 Tiere zum Opfer. Zwischen Juli und November 1759 gab es erneut eine Viehseuche, an der dieses Mal 105 Tiere starben.
Zum 1. Juni 1904 wurde in Schlagsdorf die Bahnstrecke Forst–Guben in Betrieb genommen. An dieser hatte der Ort bei Streckenkilometer 23,8 einen Bahnhof. Der Personenverkehr auf dieser Strecke wurde zum 30. Mai 1981 eingestellt. 1995 erfolgte auch die Einstellung des Güterverkehrs auf der Strecke.
Schlagsdorf lag seit jeher im Königreich Preußen, zwischen 1816 und 1945 war der Ort dort Teil des Regierungsbezirkes Frankfurt in der Teilprovinz Neumark. Innerhalb des Regierungsbezirkes wurde Schlagsdorf vom Amtsbezirk Schenkendöbern verwaltet. Zur Zeit der Sowjetischen Besatzungszone lag die Gemeinde zwei Jahre im Landkreis Cottbus. Am 25. Juli 1952 wurde Schlagsdorf dem neu gebildeten Kreis Guben im Bezirk Cottbus zugeordnet. Nach der Wende lag die Gemeinde zunächst im Landkreis Guben und wurde mit der brandenburgischen Kreisreform vom 6. Dezember 1993 dem Landkreis Spree-Neiße zugeordnet. Zeitgleich wurde sie zusammen mit den bis dahin ebenfalls eigenständigen Gemeinden Bresinchen und Deulowitz nach Guben eingemeindet.
Schlagsdorf ist Teil der Kirchengemeinde Kerkwitz. Diese gehört zur Pfarrei Guben, welche seit dem 1. September 2004 dem Dekanat Cottbus-Neuzelle untergeordnet ist und zur Evangelischen Kirche Berlin-Brandenburg-schlesische Oberlausitz gehört.

## Bevölkerungsentwicklung
| 1875 | 265 | 1939 | 269 | 1981 | 246 |
| 1890 | 296 | 1946 | 426 | 1985 | 230 |
| 1910 | 314 | 1950 | 401 | 1989 | 202 |
| 1925 | 279 | 1964 | 333 | 1992 | 199 |
| 1933 | 288 | 1971 | 281 |      |     |